# Katastrofa lotu United Airlines 93
Lot 93 linii United Airlines (ang. United Airlines Flight 93) – rejs jednego z samolotów porwanych podczas zamachów z 11 września 2001 roku, który odbywał regularny rejs z Newark International Airport w stanie New Jersey do San Francisco. Po zamachach zmieniono kod tego lotu z UA93 na UA81. Boeing 757-222, który obsługiwał lot, został wyprodukowany w 1996 roku i nosił oznaczenie rejestracyjne N591UA. Miał 182 miejsca na pokładzie.
Samolot ten był jedynym, który nie osiągnął celu wyznaczonego przez terrorystów. Stało się tak, ponieważ pasażerowie dowiedziawszy się od swoich rodzin o losach pozostałych porwanych maszyn, podjęli próbę odbicia samolotu z rąk terrorystów. Samolot rozbił się w Shanksville w stanie Pensylwania, około 150 mil (250 km) na północny zachód od Waszyngtonu.

## Porywacze
Al-Ka’ida wyznaczyła do porwania samolotu rejsowego UA93 czterech ludzi (miało być ich pięciu, jednak jeden z terrorystów nie otrzymał wizy i nie mógł uczestniczyć w zamachu). Atakowi przewodził Libańczyk – Zijad Dżarrah. Posiadał on licencję pilota i miał rozbić samolot o cel, którym prawdopodobnie miał być budynek Kapitolu lub Białego Domu. Trzej pozostali porywacze – Saeed al-Ghamdi, Ahmed al-Nami i Ahmed al-Haznawi pochodzili z Arabii Saudyjskiej. Zadaniem dwóch pierwszych terrorystów było prawdopodobnie zabicie pilotów przy pomocy noży do kartonu. Natomiast Ahmed al-Haznawi miał za zadanie zabić jednego z pasażerów, a pozostałych wraz ze stewardesami zepchnąć na tył samolotu, zastraszyć oraz ich pilnować. Porywacz ten najprawdopodobniej miał też atrapy bomby i pistoletu, którymi groził pasażerom.

## Lot
Według rozkładu samolot miał wystartować z lotniska Newark koło Nowego Jorku o 8:00, lecz z powodu opóźnień innych lotów start tej maszyny również się opóźnił – do 8:42. Na pokładzie znajdowało się 37 pasażerów (w tym czterech porywaczy w klasie biznes; z przodu samolotu) i siedmioro członków załogi. Niektóre informacje na temat tego lotu podawały, że pasażerów było nie 37, tylko 38; wynikło to z nieporozumienia wywołanego faktem, że jeden z pasażerów zarezerwował dwa miejsca. Opóźnienie startu samolotu przyczyniło się do niepowodzenia ataku.

## Porwanie
Samolot został porwany około godziny 9:28, kiedy to loty AA11 i UA175 już dawno uderzyły w wieże World Trade Center w południowym Manhattanie.
Cztery minuty przed wejściem porywaczy do kokpitu, załoga została powiadomiona o ataku dwóch innych samolotów na wieże World Trade Center i ostrzeżona przed próbą porwania samolotu. O godz. 9:26 pilot poprosił o potwierdzenie tej informacji. Prawdopodobnie, na polecenie Dżarraha, jeden z porywaczy (przypuszczalnie Saeed al-Ghamdi) zaatakował jedną ze stewardes. Następnie Al-Haznawi zabił jednego z pasażerów i wyjął atrapę bomby. Pasażerowie uciekli na tył samolotu. O 9:28 stewardesa została zmuszona przez terrorystę do otwarcia drzwi kokpitu, do którego następnie wbiegli uzbrojeni w noże Al-Ghamdi i Al-Nami, atakując i zabijając pilotów poprzez podcięcie im żył. W momencie ataku kontroler ruchu lotniczego usłyszał: „Mayday!” od pilota, czyli komunikat informujący o stanie zagrożenia. Po krótkim czasie w kokpicie padły słowa „W imię Allaha”, po którym nastąpił krzyk kobiety należący do zamordowanej razem z pilotami stewardessy. Gdy samolot zaczął gwałtownie opadać, za sterami zasiadł Zijad Dżarrah. Po opanowaniu maszyny przez Dżarraha i zastraszeniu pasażerów przez Al-Haznawiego, porywacze zamknęli się w kokpicie. Ahmed Al-Nami prawdopodobnie pomagał Al-Haznawiemu w przetrzymywaniu pasażerów w tylnej części samolotu. Terroryści po przejęciu sterów zaczęli kierować się w stronę nowego celu – Waszyngtonu. O godzinie 9:32 jeden z terrorystów zwrócił się do pasażerów (nie wyłączywszy przedtem łączności radiowej z kontrolą ruchu lotniczego) z prośbą zachowania spokoju i pozostania na swoich miejscach.

## Rozkaz zatrzymania samolotu
Po atakach na WTC oraz ataku na Pentagon, było już oczywistym, że Stany Zjednoczone zostały celowo zaatakowane, wiadomo zaś było że nie ma kontaktu z należącym do United Airlines samolotem rejsowym lotu nr 93, który zmierzał prawdopodobnie w kierunku Dystryktu Kolumbia.

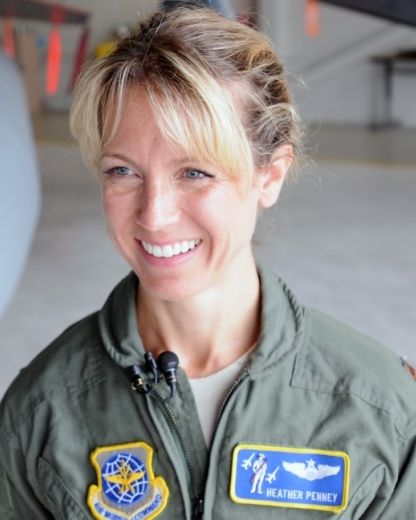
Por. Heather Penney

Prezydent Stanów Zjednoczonych George W. Bush przebywał wprawdzie wówczas na Florydzie, jednak w Waszyngtonie znajdowały się siedziby wszystkich najwyższych urzędów federalnych, w tym Biały Dom, Kapitol i siedziba Sądu Najwyższego. O godzinie 9:33 agenci chroniącej prezydenta służby Secret Service skontaktowali się ze stacjonującym w podwaszyngtońskiej bazie Andrews 113. skrzydłem Gwardii Narodowej przekazując rozkaz zatrzymania podejrzanego samolotu z działaniem weapon free, co w wojskowej nomenklaturze lotniczej oznaczało że decyzja o użyciu broni należy do pilota.

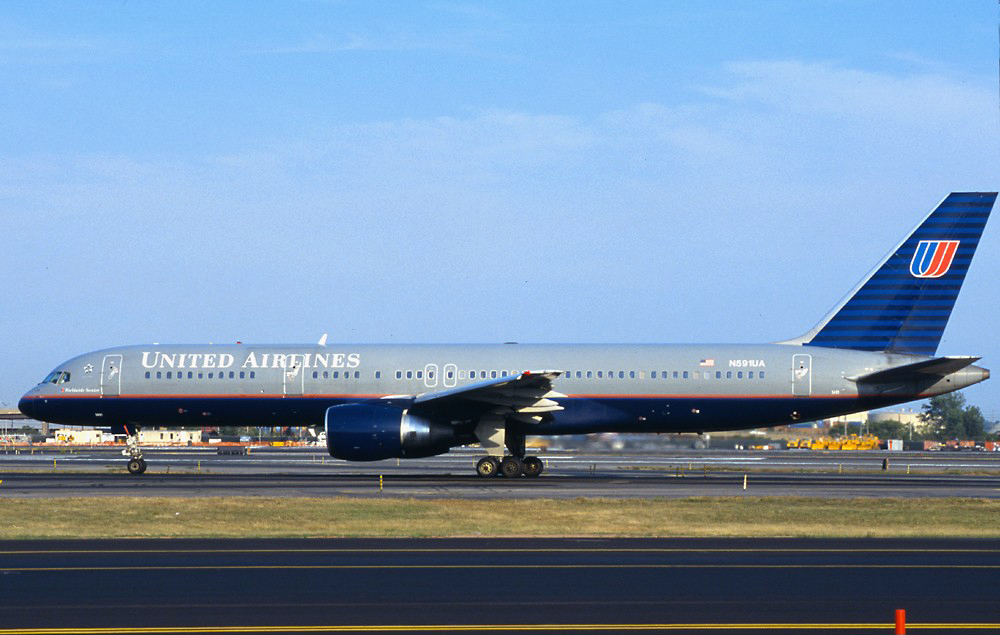
Porwany Boeing 757, trzy dni przed zamachem

W Stanach Zjednoczonych Secret Service nie ma zasadniczo prawa wydawania rozkazów wojsku, w sytuacji nadzwyczajnej uznano jednak, że skoro zadaniem Secret Service jest ochrona prezydenta, to służbie tej przysługuje prawo wydawania poleceń mających na celu jego ochronę. Sam prezydent autoryzował użycie broni o godzinie 10:18, zaś NORAD o 10:31. Stacjonująca jednak w Andrews 121. eskadra myśliwska gwardii nie była jednak jednostką liniową i nie podlegała dowództwu obrony powietrznej Stanów Zjednoczonych NORAD. Co więcej, poprzedniego dnia powróciła z cyklicznych ćwiczeń Red Flag, w związku z tym samoloty wyposażone były jedynie w ćwiczebną amunicję strzelecką, zgodnie zaś z post-zimnowojenną praktyką, ze względów bezpieczeństwa bojowe pociski rakietowe składowane były w stanie rozmontowanym. Przygotowanie rozmontowanych pocisków powietrze-powietrze oraz instalacja ich w samolotach musiało zająć około godziny. Toteż o godzinie 10:42 pierwsza para należących do eskadry myśliwców F-16 została wysłana w powietrze bez jakiegokolwiek uzbrojenia, następna zaś oczekiwać miała na przygotowanie broni. W parze która została poderwana bez uzbrojenia prowadzącym był podpułkownik Marc Sasseville, jego skrzydłowym zaś była porucznik Heather Penney. Z braku uzbrojenia, oboje uzgodnili między sobą, że w razie konieczności staranują poszukiwany samolot, przy czym Sasseville uderzyć miał w kokpit Boeinga celem zabicia porywaczy, Penney natomiast w ster kierunku samolotu pasażerskiego, celem wytrącenia go z kursu. Para w powietrzu bezskutecznie poszukiwała – wizualnie i za pomocą radaru – samolotu pasażerskiego na niskim pułapie przez około dwie godziny i nie odnalazłszy go, co prawdopodobnie uratowało ich życie, powróciła do Andrews.

## Próba przejęcia kontroli nad samolotem
Śledztwo przeprowadzone po zdarzeniu dowiodło, że pasażerowie po tym, jak terroryści opanowali samolot, zostali wraz ze stewardessami zagonieni na tył samolotu, skąd zakazano im przemieszczania się. Terroryści nie zabronili im jednak korzystania z telefonów. Dzięki temu pasażerowie dowiedzieli się od swoich rodzin o tym, że w tym samym dniu doszło do ataków na wieże WTC w Nowym Jorku. Dochodząc do wniosku, że ich samolot również ma posłużyć do ataku na jakąś budowlę – być może w stołecznym Waszyngtonie – pasażerowie zdecydowali się na próbę odbicia samolotu z rąk terrorystów. Decyzję tę podjęto w wyniku wspólnego głosowania. W postanowieniu o ataku na porywaczy, pasażerów najprawdopodobniej utwierdziło również spostrzeżenie leżących przed kokpitem ciał pilotów. Zdecydowano się zaatakować przy użyciu broni sporządzonej ze sztućców, znajdujących się w pokładowej kuchni samolotu, oraz naczyń z wrzątkiem. Przypuszczalnie w próbie odbicia samolotu uczestniczyły stewardesy (Cee Cee Lyles i Sandra Bradshaw), a z pasażerów Todd Beamer, Mark Bingham, Tom Burnett, Andrew Garcia, Jeremy Glick i Richard Guadagno. Pozostali pasażerowie współdziałali z nimi w mniejszym lub większym stopniu. W chwili rozpoczęcia próby odbicia samolotu z rąk porywaczy samolot znajdował się około dwudziestu minut lotu od Waszyngtonu.

## Katastrofa

Grzyb dymu po katastrofie UA93

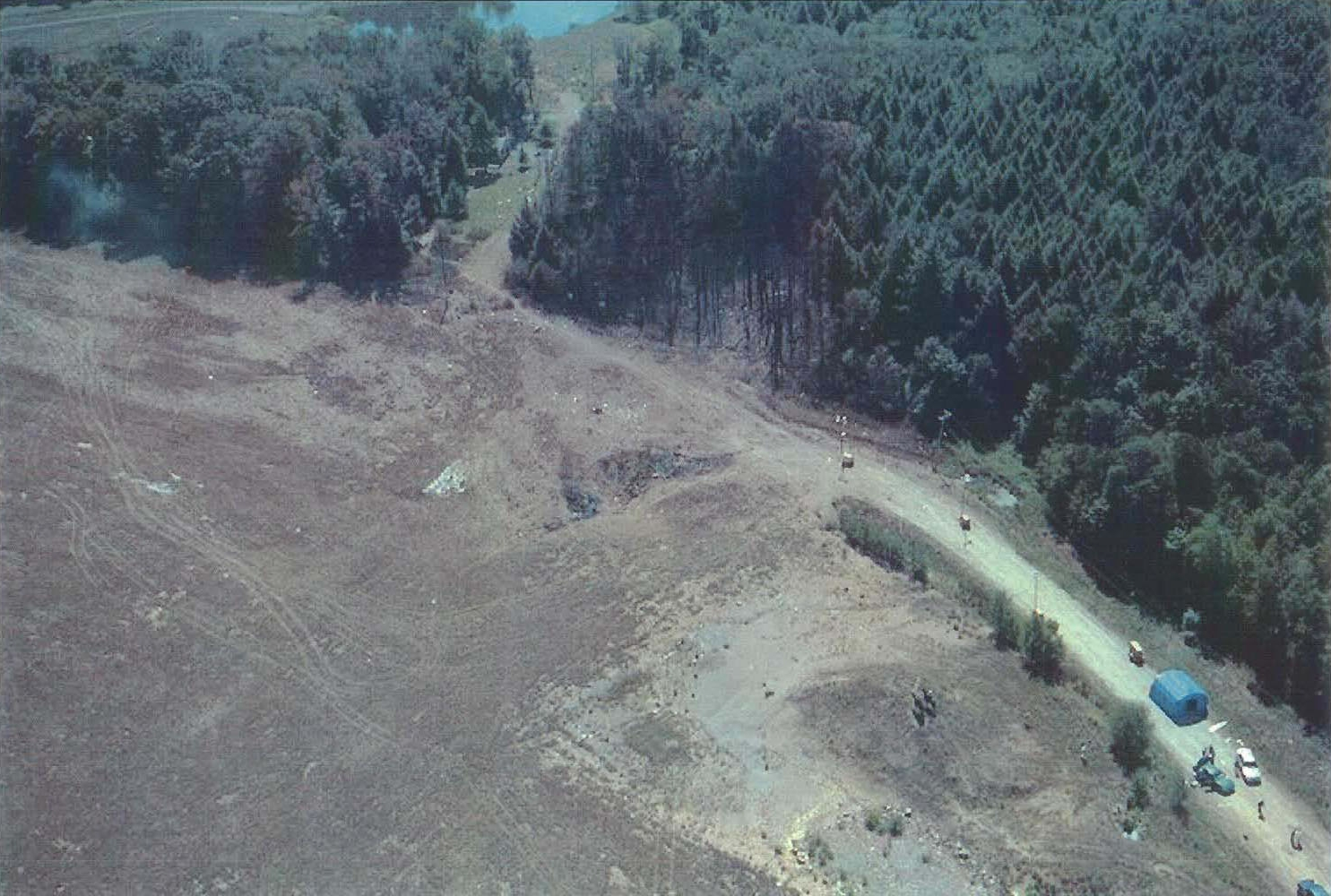
Miejsce katastrofy UA93

Zapis parametrów lotu oraz odgłosów nagranych przez mikrofony pokładowe wskazuje, że pilotujący samolot Zijad Dżarrah miał poważne trudności z utrzymywaniem pułapu lotu, lecąc stosunkowo nisko, przez cały czas obniżając wysokość. Nie potrafił opanować alarmów działających w kokpicie.
Atak pasażerów spowodował, że porywacze stracili panowanie nad sytuacją. Zijad Dżarrah, mając poważne kłopoty w opanowaniu Boeinga 757, usiłował utrudnić pasażerom przedostanie się pod drzwi kokpitu, kładąc maszynę raz na lewe, a raz na prawe skrzydło. Sprawiało to, że pasażerowie tracili równowagę w wąskich przejściach wnętrza samolotu. Pomimo tego zdołali przejść na przód maszyny. Najprawdopodobniej wspomagając się wózkiem do rozwożenia posiłków, staranowali jednego z terrorystów (przypuszczalnie Al-Haznawiego) stojącego przed drzwiami kokpitu. Pasażerom udało się go obezwładnić oraz zabić. W tym czasie trzej porywacze zamknięci w kokpicie mieli pełną świadomość wydarzeń mających miejsce na pokładzie. Ich chaotyczne rozmowy prowadzone w języku arabskim, przerywane przez sygnały ostrzegawcze i alarmy wskazują, że nie byli przygotowani na taki obrót spraw. Pilot-samobójca Zijad Dżarrah najprawdopodobniej wtedy podjął decyzję o rozbiciu samolotu. Doradzali mu to jego kompani, usiłujący uniemożliwić pasażerom wtargnięcie do kokpitu.

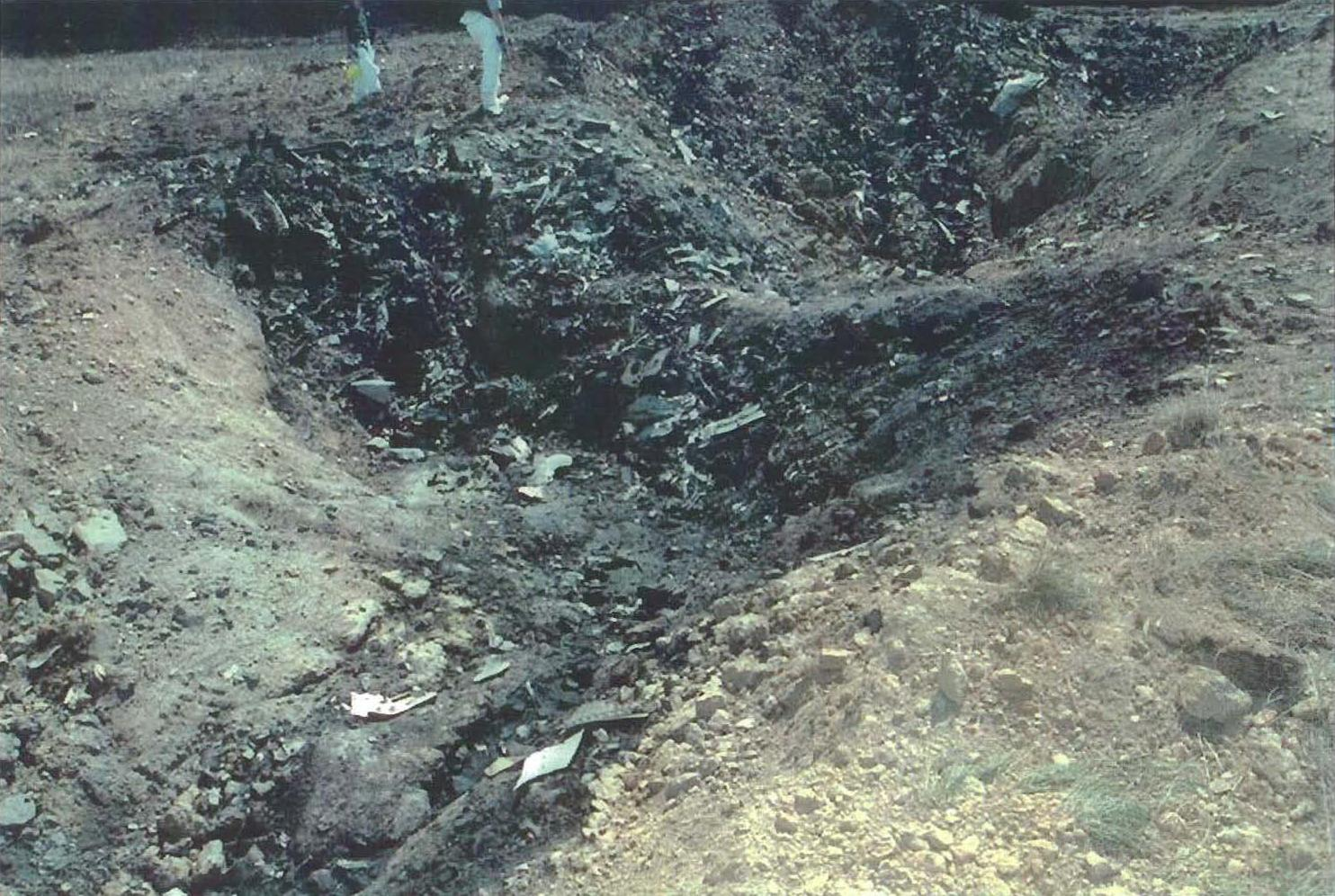
Zdjęcie krateru z bliska

Gdy pasażerowie zaczęli wyważać drzwi do kabiny pilotów, Zijad Dżarrah gwałtownie obniżył pułap lotu (zostało to potwierdzone przez zapisy parametrów lotu). Głośne modlitwy i cytaty z Koranu zarejestrowane w kabinie wskazują, że pomimo chaosu i stresu, terroryści mieli świadomość, że zginą. Z niewiadomych przyczyn Zijad Dżarrah przedłużał moment katastrofy. Ostatnią świadomie podjętą przez niego decyzją (odnotowaną w czarnych skrzynkach) było zwiększenie prędkości lotu. Wyważone zostały drzwi, co potwierdzają odgłosy zebrane przez znajdujące się rejestratory w kokpicie. Pasażerowie musieli wówczas wdać się w szamotaninę z dwoma zamachowcami (Saeedem-al-Ghamdim i Ahmedem al-Namim). Wstrząsy i turbulencje były utrudnieniem w czasie szarpaniny. W tym momencie samolot przelatywał w pobliżu Shanksville. Zarejestrowane odgłosy wskazują na to, że samolot lecąc zahaczał o drzewa. Ponieważ maszyna poruszała się z dużą prędkością, miejscowi farmerzy będący świadkami tych scen, widzieli samolot tylko przez krótką chwilę. UA93 uderzył o ziemię z prędkością około 930 km/h o godzinie 10:03 na terenie nieczynnej kopalni węgla, w hrabstwie Somerset w Pensylwanii, nieopodal Stonycreek Township i Shanksville. Świadkowie upadku twierdzą, że tuż przed uderzeniem samolot odwrócony był grzbietem do ziemi i kołysał się. Nie wiadomo, czy obrót maszyny o 180 stopni nastąpił w wyniku celowego działania Zijada Dżarraha, czy też był to przypadkowy efekt szamotaniny w kokpicie pomiędzy pasażerami a porywaczami. W miejscu katastrofy powstał krater głęboki na ok. 35 metrów. Nikt nie przeżył – 40 osób uznano za ofiary katastrofy, a 4 za zmarłe śmiercią samobójczą.

## Zamierzenia porywaczy
Trasa lotu wskazuje, że porywacze kierowali samolot w kierunku Waszyngtonu. Celem miał być najprawdopodobniej Kapitol albo Biały Dom. Trzy kwadranse opóźnienia startu lotu UA93 oraz przejęcie samolotu przez terrorystów dopiero po 46 minutach od startu maszyny uniemożliwiły zamierzone zsynchronizowanie wszystkich czterech zamachów podjętych tego dnia. Porywacze w swoich planach nie wzięli tej ewentualności pod uwagę, zatem nie przewidzieli, że pasażerowie mogą się dowiedzieć o pozostałych zamachach i spróbować udaremnić plany terrorystów. Dzięki zarejestrowanym połączeniom telefonicznym oraz zapisom z czarnych skrzynek udało się z dużą dokładnością odtworzyć przebieg wydarzeń mających miejsce w samolocie.

## Po katastrofie

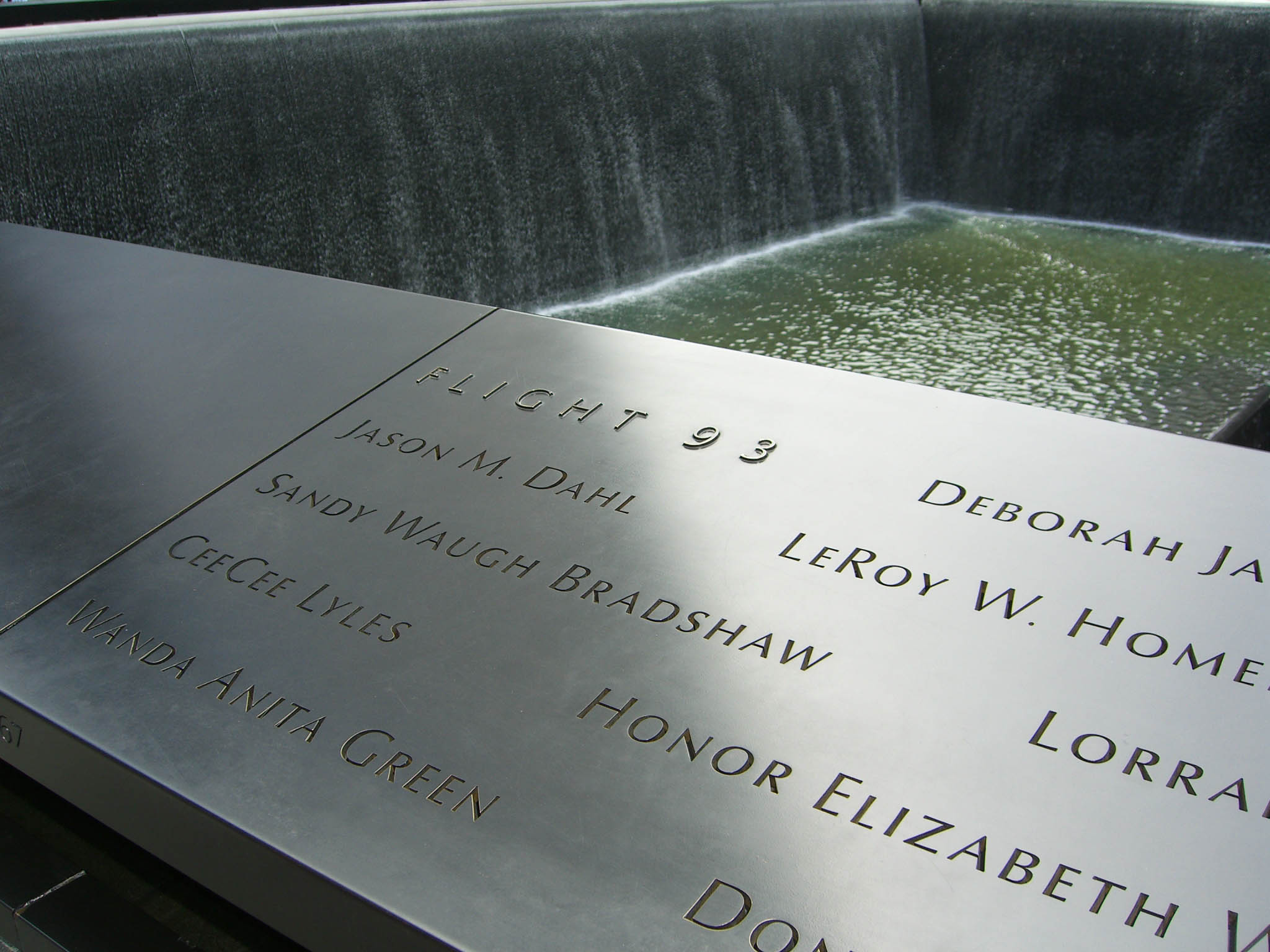
Tablica upamiętniająca pasażerów lotu w National September 11 Memorial & Museum

Po katastrofie, w październiku 2001 roku, władze amerykańskiego lotnictwa cywilnego zmieniły numer lotu UA93 na UA81. Później zmieniono numerację także wszystkich pozostałych lotów, a poranny lot z Newark do San Francisco identyfikowany jest obecnie numerem 853. Cywilne władze lotnicze Nowego Jorku i New Jersey zmieniły natomiast nazwę lotniska Newark z Newark International Airport na Newark Liberty International Airport. Katastrofa UA93 jest traktowana przez Amerykanów jako przykład obywatelskiego zachowania ludzi postawionych w ekstremalnej sytuacji w obliczu zagrożenia życia.
Na podstawie tych wydarzeń powstały dwa pełnometrażowe filmy fabularne – jeden telewizyjny („Lot 93 z Newark”) i jeden kinowy („Lot 93”), z których krytycy i widzowie wyżej ocenili ten drugi. „Lot 93” otrzymał nominacje do Oscara za reżyserię (Paul Greengrass) i montaż.